# Kir

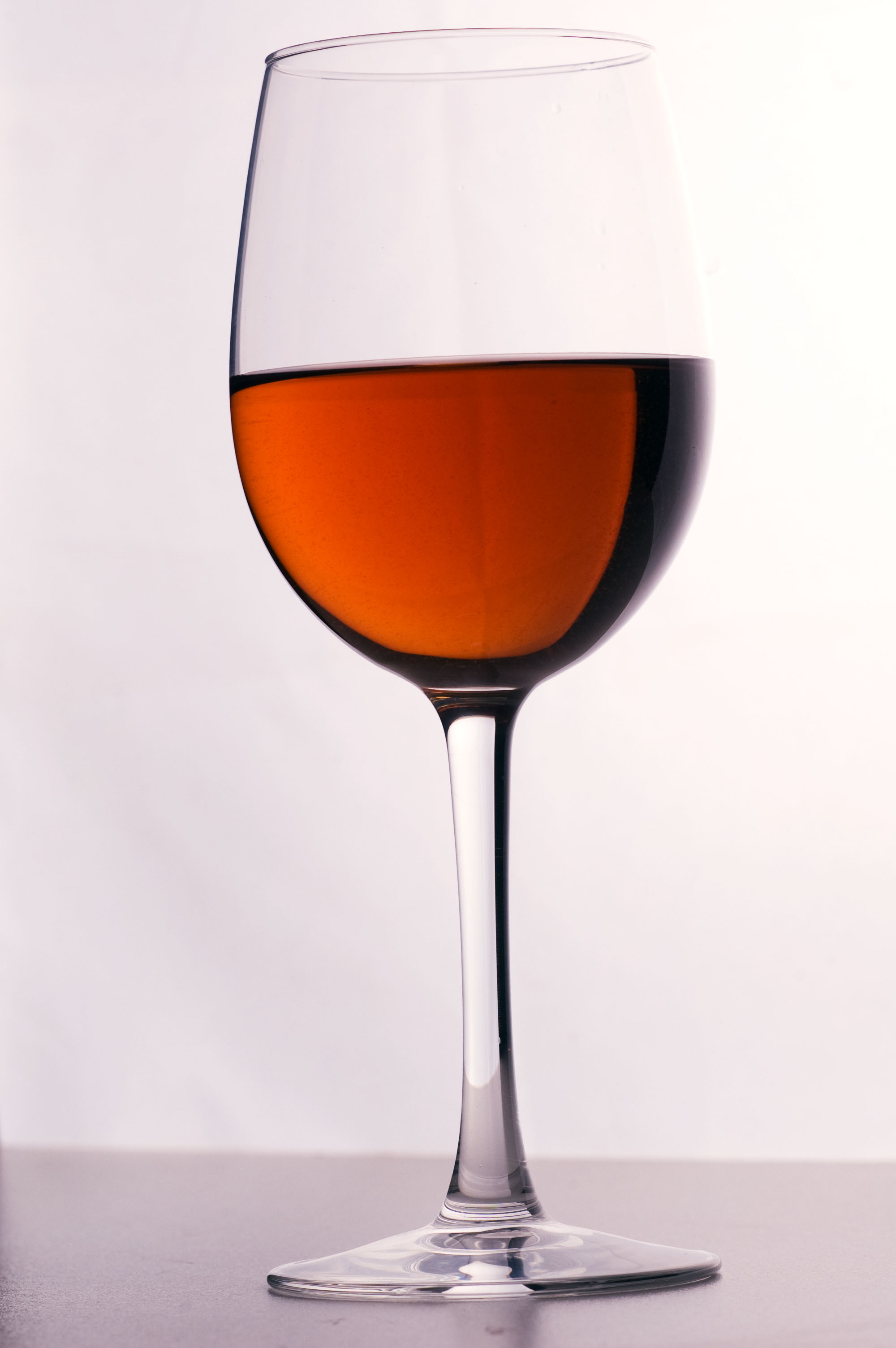
Kir

Kir é uma bebida aperitiva preparada colocando uma medida de licor de cassis numa taça, completada depois com vinho branco, originalmente um borgonha branco elaborado com a uva Aligoté. Mais tarde, o Aligoté foi substituído pelo Chardonnay e pelo Chablis.
Existem diversas variações, como o Kir Royal, servido com champagne ao invés de vinho branco, ou o Kir Pêche, servido com licor de amora  ou pêssego ao invés de licor de cassis. O Kir Imperial, por sua vez, é feito com acréscimo de champagne e substituição do cassis por framboesa. Há ainda o "double K", com vodka e cassis, criado por Félix em Moscou, em homenagem a Nikita Khrushchov.
Deve seu nome ao político francês Félix Kir, cônego, herói da Resistência Francesa e prefeito de Dijon por 23 anos consecutivos. A bebida teria sido criada por um garçon de nome Faivre, no Café Georges da cidade borgonhesa em 1904, mas se tornou célebre a partir de 1945 por iniciativa de Félix Kir, que exigiu que o Cassis usado fosse o legítimo "Lejay Lagoute".
O Kir Royal tem importante presença na comédia cinematográfica The Philadelphia Story, estrelado por Cary Grant, James Stewart e Katherine Hepburn.